# Lambis pilsbryi
Espèce
Synonymes
- Lambis crocata pilsbryi Abbott, 1961[1]

Lambis pilsbryi est une espèce de mollusques gastéropodes de la famille des Strombidae.

## Systématique
L'espèce Lambis pilsbryi a été décrite en 1961 par le malacologiste américain Robert Tucker Abbott (1919–1995) comme étant une sous-espèce de Lambis crocata, sous le protonyme Lambis crocata pilsbryi,.

## Répartition
Lambis pilsbryi se rencontre aux Philippines et en Polynésie à une profondeur maximale de 3 m.

## Description
Dans sa publication de 1961, l'auteur indique que les spécimens en sa possession mesurent entre 182 et 240 mm.

## Étymologie
Son épithète spécifique, pilsbryi, lui a été donnée en l'honneur du zoologiste américain Henry Augustus Pilsbry (1862-1957) qui en avait obtenu un spécimen de la part du Père Siméon Delmas.

## Publication originale
- (en) R. Tucker Abbott, « The genus Lambis in the Indo-Pacific », Indo-Pacific mollusca, Inconnu, vol. 1, no 3,‎ 28 septembre 1961, p. 147-174 (ISSN 0073-7240, OCLC 1321353, lire en ligne).